# Petr Zapalač
Petr Zapalač (* 30. dubna 1987 Ostrava) je bývalý český fotbalový záložník a trenér. Taktéž byl mládežnickým reprezentantem.

## Klubová kariéra
Zapalač začal s fotbalem v rodné Ostravě, kde nejprve 5 let nastupoval za Novou Huť, poté se stal hráčem Baníku.

### MFK Dubnica nad Váhom (hostování)
Sezonu 2008/09 strávil na hostování v Dubnici. Debut v nejvyšší slovenské soutěži zaznamenal 20. července 2008 při prohře s Trnavou, první branku vstřelil 23. srpna proti Prešovu. Další gól přidal v listopadu proti Ružomberku. Za dobu trvání hostování nastoupil do 25 zápasů, všechno ligová utkání.
Následovalo angažmá ve Znojmě, odkud putoval do Viktorie Žižkov.

### FK Viktoria Žižkov
V lednu 2011 přestoupil do manšaftu z pražského Žižkova. Týmu napomohl postoupil do Gambrinus ligy. V lize debutoval v prvním kole proti Hradci Králové. Po zápase s Teplicemi měl pozitivní test na doping, za což obdržel 18 měsiční distanc. Dalšího zápasu v žižkovském dresu se tedy dočkal až v dubnu 2013. Poprvé se za žižkovské prosadil v květnu proti Varnsdorfu. Následovala trefa proti Táborsku, naposledy se v dresu Žižkova gólově prosadil na podzim v duelu se Sokolovem, kde svou trefou zajistil výhru.

### FK Frýdek-Místek
V zimě 2014 odešel do Frýdku-Místku, kde strávil následující dvě sezony. V nich nastoupil do 64 soutěžních zápasů, přičemž zaznamenal 6 vstřelených branek.
V lednu 2016 odešel do polského Bełchatówa, v druhé lize nastoupil do 13 utkání a dvakrát skóroval.

### SFC Opava
V červenci 2017 podepsal tříletý kontrakt v Opavě. V první sezoně byl jedním z pilířů mužstva kterému se povedlo dostat do finále MOL Cupu, v té další pomohl vybojovat postup do nejvyšší soutěže. Premiérovou branku ve Fortuna:Lize vstřelil 27. října 2018 do sítě Příbrami, nad kterou Slezané zvítězili drtivě 5:0. S klubem se rozloučil v létě 2020.
Po konci v Opavě se krátce vrátil do Frýdku, vyzkoušel angažmá v Chorvatsku, hrál a souběžně trénoval Otrokovice a nastupoval v dresu Kravař hrající krajský přebor.

## Reprezentační kariéra
Zapalač byl taktéž mládežnický reprezentant, reprezentoval v kategoriích U16 až U19. V českých mládežnických reprezentacích nastoupil kombinovaně do osmadvaceti zápasů, dvakrát vsítil branku.

## Trenérská kariéra
V roce 2022 byl v otrokovické Viktorii nejdříve asistent, poté i hrající trenér. V sezoně 2024/25 trénoval U16 kategorii v SFC, od následující sezony je kondiční trenér A-týmu.